# 堵远放
堵远放（？—），籍贯不详，中国人民解放军空军中将。

## 生平
曾担任中国人民解放军空军政治部干部部部长、中国人民解放军空军福州指挥所政委、中国人民解放军广州军区空军政治部主任等职。2015年，任中国人民解放军空军政治部副主任。2017年1月，接替范骁骏任中国人民解放军空军政治工作部主任。2018年7月，晋升中将军衔。